# Christian Schäfer (Regisseur)
Christian Schäfer (* 1975 in Müllheim) ist ein deutscher Regisseur und Theaterleiter. Zwischen 2007 und 2013 leitete er gemeinsam mit Axel Krauße das Zimmertheater Tübingen, seit Mai 2013 ist er Künstlerischer Leiter des Theaters Gütersloh.

## Leben
Christian Schäfer wuchs in der „Fauststadt“ Staufen im Breisgau auf. Ab 1995 assistierte er bei der jährlich stattfindenden Staufener Musikwoche (Woche für Alte Musik und Vokalmusik) und in Auerbachs Keller Theater in Staufen. Von 1997 bis 2000 studierte er Schauspiel und Theatergeschichte in Freiburg und arbeitete gleichzeitig vermehrt als Regisseur. In der Spielzeit 2000/2001 war er Regieassistent am Berliner Ensemble bei Philip Tiedemann und George Tabori. Ab 2001/2002 inszenierte er u. a. in Augsburg, Memmingen und Bregenz.
Seit 2007 leitete er gemeinsam mit Axel Krauße das Zimmertheater Tübingen. 2010 wurde er zudem in den Leitungsbeirat des Kulturamts Tübingen für das alte Kino Löwen berufen und war damit verantwortlich für die Planung, Realisierung und redaktionelle Betreuung des dortigen Kulturprogramms. 2012 wurde dem Zimmertheater der mit 10.000 Euro dotierte 1. Kulturpreis der Bürgerstiftung Tübingen (Festrede: Marc-Oliver Hendriks, Staatstheater Stuttgart) verliehen. Das Zimmertheater erhielt unter der Leitung von Schäfer mehrfach Festivaleinladungen, sowie positive Nennungen in Jahresumfragen/berichten der Fachzeitschriften Theater heute, Theater der Zeit und Die deutsche Bühne.
Seit Mai 2013 ist er Künstlerischer Leiter am Theater Gütersloh. Dort initiierte er erstmals Eigenproduktionen und gründete das "Junge Theater Gütersloh". Sein ursprünglich bis 2017 laufender Vertrag wurde von Seiten der Stadt Gütersloh vorzeitig unbefristet verlängert. 2016 erhielt er einen "Kulturstern des Jahres" von der Neuen Westfälischen Zeitung für seine erfolgreiche Leitungstätigkeit und seine Inszenierung "Der letzte Cowboy(Solitary Man)".

## Regiearbeiten
Zu den Inszenierungen von Christian Schäfer gehören La traviata von Giuseppe Verdi bei den Mengener Herbstwochen (Mengen 1998), die Österreichische Erstaufführung von Fritz Katers We are Camera (Bregenz 2005), die Uraufführung von Joachim Zelters Alpha Park (Tübingen 2007, Gastspiele u. a. beim OpenOhr-Festival in Mainz und im polittbüro Hamburg), sowie die deutschsprachige Erstaufführung von Ivana Sajkos Europa, (Tübingen 2008, eingeladen zum Heidelberger Stückemarkt 2008). 2008/09 inszenierte er die Eröffnungspremiere der Jubiläumsspielzeit 50 Jahre Zimmertheater Tübingen: Weisman und Rotgesicht von George Tabori und Diesseits von Thomas Jonigk als österreichische Erstaufführung in Bregenz, zur Eröffnung der Spielzeit 2009/2010 Die Braut von Messina von Friedrich Schiller, anschließend die überregional viel beachtete Uraufführung Professor Lear von Joachim Zelter. Im Mai 2010 kam unter seiner Regie der Doppelabend Romantik is dead! bei den Ruhrfestspielen Recklinghausen heraus, der die deutschsprachige Erstaufführung von Zastrozzi (George F. Walker) und die Uraufführung von Die Lieb-Haberin (Joachim Zelter) beinhaltete. 2010 inszenierte er die Zweitaufführung von Elfriede Jelineks Nathan/Abraumhalde und Heinrich von Kleists Amphitryon in Tübingen. Es folgten die Uraufführung von Sie schläft nach dem Roman von Dietmar Dath in Kooperation mit dem polittbüro Hamburg und Stella von Johann Wolfgang von Goethe in Kooperation mit dem Jungen Zimmertheater und mit der Musik der Berliner Band Klez.e. Außerdem inszenierte er in der Spielzeit 2011/2012 die deutschsprachige Erstaufführung von Anna Jablonskajas Monodialogen Es gibt kein Ende (Premiere im Mai 2012 bei den Ruhrfestspielen Recklinghausen) und das offizielle Tübinger Sommertheater 2012 Das Wirtshaus im Spessart. Im März 2013 entwickelte er anlässlich des 90. Geburtstages von Walter Jens gemeinsam mit dem Schauspieler Endre Holéczy das Stück JUDAS!, nach "Ich, ein Jud: Verteidigungsrede des Judas Ischarioth".
Im Mai 2014 inszenierte er als erste Eigenproduktion des Theaters Gütersloh überhaupt, die Uraufführung Island one way von Fink Kleidheu und Svavar Knútur, als Koproduktion mit den Ruhrfestspielen Recklinghausen. Im September 2014 folgte die Uraufführung des Monologs Seite Eins von Johannes Kram, mit Ingolf Lück. Die Inszenierung ist daraufhin u. a. auch in Berlin Tipi am Kanzleramt, Hamburg Hamburger Kammerspiele und Köln zu sehen. Im Herbst 2015, die Uraufführung von Die Schildbürger von Christian Hansen am Theater Gütersloh, gefolgt von Die Verwandlung von Franz Kafka, der ersten Produktion des von Schäfer ins Leben gerufenen Jungen Theater Gütersloh. Für die Ruhrfestspiele inszenierte er im Mai 2016 das Stück Der letzte Cowboy (Solitary Man) von Fink Kleidheu (Text) und Thommie Bayer (Inspiration und Dramaturgie) innerhalb des Uraufführungsfestivals als Koproduktion mit dem Theater Gütersloh. 2017 brachte er das erste Theaterstück von Bachmann-Preisträger Tilman Rammstedt Raushauen in Gütersloh zur Uraufführung. 2018 folgte die Uraufführung von Loreley (Sinking Ships) von Kleidheu/Rammstedt/Knútur bei den Ruhrfestspielen, die in den nachtkritik.de-Charts auf Platz 5 einstieg. Im Herbst 2018 gefolgt von der zweiten Produktion des Jungen Theaters Gütersloh Die Marquise von O. von Heinrich von Kleist.